# Hurricane Dean
Hurricane Dean – niemiecki zespół muzyczny, utworzony w Leer w 2007 roku.

## Historia zespołu
W skład zespołu, porównywanego twórczością do takich grup muzycznych jak Efterklang czy INXS, wchodzą: Ian Bleeker, Malte Zierden, Oliver Szafranek oraz Yuergen Schulte. Międzynarodową popularność zdobyli za sprawą singla „Flat Random Noise”, który pojawił się między innymi w reklamie przedsiębiorcy telekomunikacyjnego Orange. Singel „Flat Random Noise” promował debiutancki EP zespołu, Appeal, wydany 26 października 2012 roku. W ramach promocji wydawnictwa zespół wziął udział między innymi w trasie koncertowej Lato Zet i Dwójki 2013, gdzie podczas koncertu w Słubicach wykonał tytułowy utwór minialbumu „Appeal”. 
Utwór „Appeal” doczekał się remiksu wykonanego przez Moritza Dratha, wywodzącego się z hiphopowej grupy Zweiplus.
13 marca 2015 roku zespół wydał swoje pierwsze długogrające wydawnictwo zatytułowane N53° E7°.

## Dyskografia
Opracowano na podstawie materiału źródłowego.
Albumy studyjne
- 2015: N53° E7°

EP
- 2012: Appeal